# Talant Dujšebajev
Talant Mušanbetovič Dujšebajev (rus. Талант Ибрагимович Дуйшебаев, Biškek, 2. lipnja 1968.), bivši ruski-španjolski rukometaš i trener rođen u Kirgistanu.

## Karijera

### Igračka karijera
Igrao je na mjestu središnjeg vanjskog napadača. U karijeri je nastupao za moskovski CSKA, Teku Cantabriju, Nettelstedt, Minden i Ciudad Real. 
Bivši je sovjetski, ruski i španjolski reprezentativac. Sa Združenim sovjetskim timom je osvojio zlato na OI 1992., a s Rusijom zlato na svjetskom prvenstvu 1993. godine. Sa Španjolskom je osvojio srebro na europskim prvenstvima 1996. i 1998. te brončane medalje na europskom prvenstvu 2000. u Hrvatskoj i na OI 1996. i OI 2000.
Osvajač je brojnih europskih klupskih naslova. Dvaput je proglašen za najboljeg igrača godine u izboru IHF-a, 1994. i 1996. godine.

### Trenerska karijera
Od 2005. do 2013. je radio kao trener u španjolskome klubu Ciudad Realu. Zbog stečaja klub se raspao. Trenutačno je trener u poljskom Vive Targi Kielceu.

## Vanjske poveznice
- Profil  Arhivirana inačica izvorne stranice od 3. prosinca 2016. (Wayback Machine) na sports-reference.com